# Gävle (stad)
Gävle (soms ook Gevle geschreven, verouderd Gefle) is een Zweedse stad in het landschap Gästrikland en de provincie Gävleborgs län. Het is zowel de hoofdstad van die provincie als van de gemeente Gävle. De stad heeft 68700 inwoners (2005) en een oppervlakte van 4179 hectare. De stad ligt minder dan 200 km ten noordwesten van Stockholm. Ieder jaar in de kersttijd wordt in het centrum een grote bok van stro opgezet: de Gävlebok. Deze werd bijna elk jaar uit baldadigheid in brand gestoken, maar die traditie sterft uit omdat de bok wordt behandeld met brandwerend materiaal.
In 1446 werd de stad stadsrechten verleend door Christoffel III van Denemarken, wat het een van de oudste steden van Norrland maakt. In het verleden was het een haven waar veel hout verscheept werd, later is het een opslagplaats voor aardolie geworden.

## Geografie
Gävle is gelegen aan de Oostzee, aan de monding van de Gävle, de Testeborivier en bij de monding van de rivier Dalälven. Het ligt op dezelfde hoogte als Helsinki. Het klimaat is vergelijkbaar met dat van de rest van Midden-Zweden, met gemiddeld -5 °C in januari en +17 °C in juli. Per jaar valt er ongeveer 600 mm neerslag.
Verder bevindt zich in het noordwesten van Gävle een hogeschool met 15.000 studenten.

## Verkeer en vervoer
Gävle is goed te bereiken vanaf verschillende kanten, de Europese snelweg E4 passeert Gävle langs de westkant van zuid naar noord (van Stockholm naar Sundsvall). Verder start in Gävle de Europese snelweg E16 richting het westen naar Oslo.
Ook begint de Riksväg 56 in Gävle richting Nörrkopping, Riksväg 68 richting Örebro en Riksväg 76 richting Nörrtalje.
De stad heeft een station aan de spoorlijnen Gävle - Kil/Frövi, Stockholm - Sundsvall en Ånge - Storvik. In Gävle staat ook het nationale Zweedse Spoorwegmuseum.
Ook is er een haven waar een opslag van aardolie is. Ook bevindt zich in deze haven de grootste containerterminal van de oostkust van Zweden, en de derde qua grootte van Zweden.

## Sport
Gävle was in 1995 gastheer van het WK ijshockey.

## Stadsdelen
| - Alderholmen - Andersberg - Bomhus - Brynäs - Fredriksskans - Fridhem - Forsby - Järvsta - Gamla Gävle | - Hagaström - Hemlingby - Hemsta - Hille - Höjersdal - Lexe - Nordost - Norr - Norrtull | - Nynäs - Näringen - Olsbacka - Stigslund - Strömsbro - Sätra - Söder - Södertull - Sörby | - Sörby urfjäll - Vall - Vallbacken - Villastaden - Väster - Tolvfors - Åbyggeby - Öster |

## Bekende mensen uit Gävle
- Immanuel Nobel (1801-1872), ingenieur, architect, uitvinder en industrieel
- Hans Forssell (1843-1901), historicus, auteur, politicus en officiaal
- Bo Ekelund (1894-1983), atleet
- Lasse Strömstedt (1935-2009), schrijver
- Robert Sund (1942), componist, dirigent en zanger
- Håkan Wickberg (1943-2009), ijshockeyer
- Peter Hedblom (1970), golfer
- Alexandra Dahlström (1984), actrice (Fucking Åmål, Goede tijden, slechte tijden)
- Johanna Östlund (1987), schaatser
- Martin Olsson (1988), voetballer
- Clara Mae (1991), zangeres
- Adolf Ahlgren – bedenker van het Läkerolsnoepje
- Ingrid Wickman, Cat Stevens' moeder

## Andere zaken
- Het bekende koffiemerk Gevalia komt ook uit Gävle.
- Amsterdam had een straat genoemd naar de stad, de Gevleweg. De straat lag bij de Houthaven en bestaat niet meer.
- De planeet Uranus van het Sweden Solar System bevindt zich in Gävle.
- Alle vliegtuigbrandstof voor Luchthaven Stockholm-Arlanda wordt getransporteerd via de haven van Gävle.

Bestuurscentrum: Gävle (Tätort)
Tätort:
Åbyggeby · Berg · Bergby · Björke · Bönan 
· Forsbacka · Forsby · Furuvik · Hagsta · Hamrångefjärden · Hedesunda · Lund · Norrsundet · Totra · Trödje · Valbo
Småort:
Åbyggeby (tegelbruket) · Alborga · Allmänninge · Axmar by · Backa · Berg en Sjökalla · Björke (oostelijk deel) · Brunnsvik · Eskön en Esköränningen · Finnböle · Grinduga · Häcklinge · Harkskär · Hästbo · Hillevik · Hillsjöstrand · Lövåsen en Dansheden · Mårtsbo · Ölbo · Oppala · Östanbäck en Lund · Sikvik · Småmuren · Utvalnäs